# S.T.A.L.K.E.R. 2: Heart of Chornobyl
S.T.A.L.K.E.R. 2: Heart of Chornobyl (с англ. — «S.T.A.L.K.E.R. 2: Сердце Чернобыля»; укр. S.T.A.L.K.E.R. 2: Серце Чорнобиля) — компьютерная игра в жанре шутера от первого лица с открытым миром, разработанная и изданная украинской компанией GSC Game World для Windows, Xbox Series X/S в 2024 году и PlayStation 5 в 2025 году. Как и в предыдущих частях серии, действие S.T.A.L.K.E.R. 2: Heart of Chornobyl происходит в зоне отчуждения Чернобыльской АЭС, куда авантюристы-«сталкеры» проникают в поисках фантастических артефактов, но сталкиваются с мутантами, аномалиями и другими опасностями. Игра сочетает в себе элементы жанров шутера от первого лица и survival horror, а также предлагает для исследования обширный открытый мир.
Игра первоначально была анонсирована в 2010 году и должна была выйти в 2012 году, но этот первоначальный проект был отменён, а команда разработчиков распущена. В 2018 году GSC Game World объявила о начале новой разработки. Выход игры состоялся 20 ноября 2024 года.
Игра была неоднозначно воспринята прессой; в то время как атмосфера и динамичные перестрелки удостоились похвалы, оптимизация подверглась критике. Она была продана тиражом в один миллион копий в течение двух дней после релиза.

## Игровой процесс
S.T.A.L.K.E.R. 2: Heart of Chornobyl является шутером от первого лица в открытом мире с элементами survival horror. Действие игры происходит в постапокалиптической зоне отчуждения Чернобыльской АЭС. Игровой мир разделён на регионы, некоторые из которых изначально недоступны.
Игрок выживает в Зоне, следя за многочисленными показателями, такими как уровень радиации, голод и сон, игнорирование которых приведёт к истощению и смерти. Игрок может собирать и хранить в инвентаре различные предметы, но есть ограничение в переносимом весе. Среди предметов есть медикаменты, еда, оружие, патроны, броня и так далее. При этом броня и оружие постепенно изнашиваются. У игрока также есть КПК, в котором можно смотреть карту Зоны и ставить на ней метки, отслеживать и переключать задания и читать найденные записи.
Путешествуя по Зоне, игрок может ввязаться в бой с мутантами или другими сталкерами. При получении урона может появиться кровотечение, забирающее ещё больше здоровья. Тела убитых сталкеров можно обыскивать или тащить. Также в Зоне можно найти тайники, содержащие разные предметы. Координаты тайников иногда можно получить при обыске убитых сталкеров.
В Зоне есть аномалии — опасные образования, травмирующие или убивающие при контакте. Игрок может «прощупывать» их границы, кидая болты. Иногда в аномалиях с помощью специальных детекторов можно найти артефакты — ценные предметы, которые можно повесить на пояс, что может дать как полезные, так и вредные эффекты. Иногда в Зоне происходят Выбросы — мощные всплески аномальной энергии, смертельные для всего живого вне надёжного укрытия.
В лагерях сталкеров игрок можно найти торговцев, техников и медиков, предоставляющих соответствующие услуги. Также присутствуют личные ящики, в которых можно хранить предметы и места для сна. Некоторые персонажи, чаще всего торговцы, выдают повторяющиеся задания (примеры: убить мутанта, уничтожить группу сталкеров, найти артефакт), за выполнение которых можно получить денежное вознаграждение. После выполнения такие задания предлагаются снова примерно через игровые сутки.
В игре заявлено о системе симуляции жизни A-Life 2.0. Система должна генерировать случайные встречи на основе происходящего вокруг игрока и произошедшего ранее.

## Сюжет

### Предыстория
В 2006 году на Чернобыльской АЭС в результате второй аварии физические, химические и биологические процессы на данной территории изменились, появилось множество аномалий, артефактов и существ-мутантов. В то же время ценные артефакты привлекли в Зону многих людей, называющих себя сталкерами. Они начали проникать в Зону, минуя военные блокпосты, стремясь разбогатеть или найти истину о том, что произошло.
Действия игры происходят в 2021 году, спустя 9 лет после событий «S.T.A.L.K.E.R.: Зов Припяти». Главный герой игры — Скиф (настоящее имя — Евгений Мартыненко), ветеран Корпуса морской пехоты Украины, вернувшийся из трёхлетней командировки в неуказанном конфликте. Он занимался торговлей угасшими артефактами «пустышками», чей ресурс аномальной энергии был практически исчерпан. Однажды кухня в его квартире была разрушена аномалией, оставив после себя необычный артефакт.

### Основные события
Скиф вышел на учёного Германа, который пообещал, что если образовавшийся артефакт перезарядить с помощью специального сканера в Зоне, то можно будет выручить большие деньги. Ввиду безысходности и необходимости денег на новый дом, Скиф вместе с Германом отправляется в ЧЗО, надеясь, что надолго это не затянется. Перед тем как Скиф пересёк границу Зоны, Герман упомянул, что артефакт сохранил свою энергию полностью, поскольку аномалия появилась за пределами ЧЗО.
Однако, всё пошло не по плану. Научная команда, с которой он должен был связаться, была убита, и ему пришлось в одиночку использовать сканер в особых координатах, где он работает. На третьей и успешной попытке героя прерывает отряд «Варты» (в переводе на русский язык — «Стражи») — группировки, посвятившей себя контролю над Зоной и противодействию её расширению. Выясняется, что героев сдал сталкер Припой. На отряд напала группа неизвестных, Скифу удаётся сбежать, но его ловит неизвестный сталкер, который грабит его и лишает сознания. Скиф очнулся посреди аномального поля без ничего и с собакой, грызущей его ногу. Ему помогает выбраться сталкер Рихтер, подав болт. После Рихтер советует Скифу двигаться к Залесью — ближайшему крупному лагерю, где герою могут помочь.
Герой собирается вернуть сканер и артефакт. Он выходит на след Припоя, который продал ему и учёным координаты места размещения Сканера, сотрудничая либо с местными сталкерами, либо с «Вартой». Идя по следу, он оказывается на Свалке и по ходу расследования находит необычный КПК, который как оказывается, принадлежал члену группировки «Монолит», которая, якобы, давно исчезла. На Терриконе, Скиф сталкивается с главой «Варты» полковником Александром Коршуновым и главой Научно-исследовательского института Чернобыльской Аномальной Зоны (НИИЧАЗ) доктором Дмитрием Далиным. Затем он приходит к Шраму — главному герою «S.T.A.L.K.E.R.: Чистое небо», который верит, что Зону можно превратить в утопическую «Сияющую Зону» и возглавляет анархистскую фракцию под названием «Искра», противостоящую «Варте».
После Скиф идёт к фракции «Полдень», состоящей из бывших членов группировки «Монолит» — зомбированных «О-Сознанием» фанатиков, охранявших Центр Зоны от остальных сталкеров, но ныне вышедших из-под гипноза и стремящихся построить новую жизнь без связи с прошлым. Тем не менее, в группировке раскол: одни лояльны её лидеру Бродяге, который стремится преодолеть прошлое и очистить Зону от опасных отходов, другие — Фаусту, который проповедает возвращение к истокам, когда они были действительно счастливы.
После возвращения индуктора, необходимого для отслеживания КПК, и помощи на СПО двум полденцам в убийстве контролёра, Скиф становится свидетелем спора между Фаустом и Бродягой, в результате которого Фауст уходит с группой доверенных людей. Бродяга просит Скифа использовать вартовскую станцию «Азимут» для отслеживания частоты. Но по прибытии на станцию сталкер видит, что весь отряд «Варты» перебит зомбированными полденцами во главе с Фомой. Активировав индуктор, Скиф узнает, что за всем стоит Фауст и он дал указание некоему агенту в «Варте». Скиф отправляется на ближайшую вартовскую базу «Икар». Там он выявляет предателя, лейтенанта Штерева, который разместил на базе пси-маяки, ухудшавшие состояние личного состава. Отправившись на станцию «Эхо», Скиф убивает Штерева и узнаёт, что Фауст на бывшей базе «Чистого неба» на Болотах. На «Скадовске» или «Шевченко» сталкер находит Рихтера. Тот отказывается вести Скифа на Болота и советует обратиться к Шустрому. Поохотившись на пси-оленя со Зверобоем, Скиф находит Шустрого и узнаёт в нём того самого сталкера, который вырубил его и украл сканер. Тот даёт ему ключ-карту профессора Каланчи, чтобы он безопасно прошёл на Болота. Отключив пси-маяки, Скиф добирается до бывшей базы группировки «Чистое Небо» и находит Фауста. Тот после короткой беседы исчезает, но оставляет Скифу сканер.
Главный герой прибывает в НИИЧАЗ — научный институт, занимающийся изучением Зоны и вобравший в себе лучшие умы человечества, который охраняет «Варта». Учёные НИИЧАЗ теперь контролируют Исполнитель желаний (он же Монолит), мощную пси-установку, которая промыла мозги сектантам. Однако, НИИЧАЗ не стремится использовать это устройство, чтобы использовать Зону по своему усмотрению, посчитав Исполнитель устаревшим и бесполезным. Из разговора с Коршуновым и Далиным выясняется, что Скиф принёс «альфа-артефакт» (аналогичный первому артефакту, который был создан «О-Сознанием» до 2006 года), который способен конвертировать электричество в пси-поле. Более того, Далин сам признался, что появление «альфы» в квартире Скифа было результатом «Второго Карибского Эксперимента» — попытки НИИЧАЗ создать «альфу» с нуля. Исполнитель желаний в конечном итоге снова активируется, и Скиф выступает испытателем его работы, видя ложные концовки игры «S.T.A.L.K.E.R.: Тень Чернобыля», в которых сталкер Стрелок просит исполнить желание.
После этого Далин решает проверить «альфа-артефакт» в лаборатории Х-17. Независимо от того, сотрудничает Скиф с НИИЧАЗ или идёт против неё вместе со Шрамом и Бродягой, испытание начинается, но вмешательство Фауста в «альфа-артефакт», которое он устроил на Болотах, приводит к тому, что все члены «Полдня» снова зомбируются. Бродяга вытаскивает капсулу с «альфа-артефактом» и уходит.
Скиф идет на войну против возрождённого «Монолита», сталкиваясь с Фаустом среди радаров Дуги. Фауст демонстрирует мощные экстрасенсорные способности (включая пси-атаки контролёра) и показывает Скифу мир в «тонкой материи», психической реальности, в которой мёртвые люди всё ещё живут как сознание. Фауст принимает поражение и умирает.
Скиф встречается с Доктором, членом команды Стрелка, который признаётся, что был Профессором Каймановым, одним из членов «О-Сознания» — группы учёных, которые ответственны за появление Зоны. Пятнадцать лет назад он отказался войти в капсулу, чтобы присоединиться к коллективному разуму. Сам Стрелок стал консервативным защитником Зоны, полагая, что проводившиеся в ней исследования и эксперименты нужно защищать и оберегать от остального мира, чтобы никто не воспользовался ими в корыстных целях.

### Концовки
По ходу событий Скифа ведут к сердцу Зоны и последней оставшейся капсуле «О-Сознания», которая позволит Зоне снова измениться по образу того, кто в неё войдет. В зависимости от его выбора, есть четыре концовки.
Если Скиф встанет на сторону «Варты», лояльный полковник Коршунов войдёт в капсулу, и Зона прекратит существование как аномальная территория, а НИИЧАЗ получит контроль над её энергией и потенциалом. Скиф отвергнет их предложение о высокопоставленной военной должности и просто примет новый дом, безразличный к мотивам и силе НИИЧАЗ. Но сам Скиф, сам того не подозревая, станет их агентом. Это единственный финал, в котором Скиф покидает Зону.
Приняв сторону «Искры», Скиф доводит эксцентричного Шрама до капсулы, который входит в неё и после Скиф оказывается среди травы и цветов, освещённых солнцем, сидящим у костра и воссоединяющимся с друзьями, живыми и мёртвыми, разделяя радость от нахождения утопической «Сияющей Зоны», но выясняется, что это всего лишь психическая иллюзия, а сталкеры просто впали в кататонию (фактически став зомбированными людьми) и погрузились в неизменную Зону в реальности, игнорируемые проходящими мимо мутантами.
Присоединившись к Стрелку и убив Доктора, Скиф позволяет войти в капсулу Стрелку, после чего тот берёт под контроль «Монолит», приказывая им отступить и позволяя Скифу мирно покинуть территорию. Расширение Зоны остановилось, но по её периметру был создан барьер, не позволяющий никому войти или выйти из Зоны, обрекая Скифа и всех остальных сталкеров на изоляцию и смерть.
Если Скиф присоединился к Стрелку, но не убил Доктора и последовал его совету увидеть его воспоминание дня, когда Зона появилась, и найдя его комнату в лаборатории Х-7, то он сам входит в капсулу, свободный от каких-либо мотивов. Зона «освобождена» и охватывает Землю, аномалии распространяются по всей планете. Сам Доктор превращается в Фауста, который уходит в Зону, выполнив свою миссию.

## Разработка

### Общая информация
S.T.A.L.K.E.R. 2 разрабатывался компанией GSC Game World. Первоначально работа над игрой внутри компании стартовала 1 декабря 2009 года, вскоре после выхода самостоятельного дополнения «S.T.A.L.K.E.R.: Зов Припяти». Помимо привычной для серии версии игры для персональных компьютеров под операционной системой Windows, выпуск планировался и на игровые консоли Xbox 360 и PlayStation 3. Для игры использовался собственный движок компании X-Ray, обновленный до версии 2.0 и доработанный с учётом кроссплатформенных требований.
Официальный анонс игры состоялся 13 августа 2010 года, а выход планировался не раньше 2012 года, однако проект попал в «производственный ад», и в декабре 2011 года был отменён. Сама GSC Game World закрылась. В конце 2014 года GSC Game World вернулась на рынок и в середине мая 2018 года был объявлен перезапуск разработки S.T.A.L.K.E.R. 2 новой командой.

### Первоначальный проект
7 апреля 2009 года газета «Комсомольская правда в Украине» провела онлайн-конференцию c генеральным директором компании GSC Game World Сергеем Григоровичем, на которой он, помимо анонса самостоятельного дополнения «Зов Припяти» к оригинальной игре, впервые официально заявил о планах компании на выпуск полноценной второй части, продолжения серии S.T.A.L.K.E.R.. В интервью февральского выпуска украинского журнала Gameplay за 2010 год Сергей Григорович подтвердил информацию о планах по разработке полноценного продолжения серии S.T.A.L.K.E.R., а также добавил, что вторая часть будет мультиплатформенным проектом с релизом на игровых консолях и аналогично «S.T.A.L.K.E.R.: Тень Чернобыля» будет трилогией с двумя дополнениями.
13 августа 2010 года GSC Game World официально анонсировала S.T.A.L.K.E.R. 2 — продолжение серии игр о постапокалиптической Чернобыльской Зоне, выход которой намечался на 2012 год.
В конце 2011 года Сергей Григорович решил закрыть компанию GSC Game World, мотивировав это личными причинами, вследствие этого S.T.A.L.K.E.R. 2 был отменён. Часть бывших сотрудников компании основала новую студию Vostok Games с дебютным проектом free-to-play игры в жанре массового многопользовательского шутера от первого лица — Survarium.
12 декабря 2012 года немецкая компания bitComposer Interactive объявила о приобретении прав на создание игр на основе бренда S.T.A.L.K.E.R., при этом в качестве предыдущего владельца был указан Борис Стругацкий. После этого на официальном сайте GSC Game World появилось заявление, что владельцем франшизы остаётся GSC в лице Сергея Григоровича.

### Новый проект
В конце 2014 года GSC Game World вернулась на рынок и начала работу с новой командой над «Казаки 3». 15 мая 2018 года компания объявила о начале новой разработки S.T.A.L.K.E.R. 2. Позднее стало известно, что проект разрабатывается на базе движка Unreal Engine 4.
23 июля 2020 года на презентации Xbox Games Showcase был показан первый трейлер S.T.A.L.K.E.R. 2. Планировалось, что игра будет временным эксклюзивом Microsoft и на старте будет доступна только на Windows и Xbox Series X в Xbox Game Pass.
13 июня 2021 года на конференции Electronic Entertainment Expo 2021 разработчики обнародовали официальный геймплейный трейлер. Было уточнено название игры — «S.T.A.L.K.E.R. 2: Сердце Чернобыля». Выход игры изначально намеченный на 28 апреля 2022 года, был перенесен на 8 декабря 2022 года.
В связи с начавшимся в феврале 2022 года полномасштабным вторжением России на территорию Украины разработка игры была временно приостановлена. На фоне вторжения разработчики изменили подзаголовок в английском названии игры с Heart of Chernobyl на Heart of Chornobyl — новый вариант отражал украинское написание топонима Чернобыль (укр. Чорнобиль). К осени 2022 года GSC Game World переместила большую часть сотрудников на запад Украины и в соседние страны — первоначально в Ужгород и Будапешт, позже главный офис компании с 200 сотрудниками разместился в Праге, хотя ещё 130 сотрудников остались на территории Украины. К октябрю 2022 года GSC Game World уже вновь была полностью загружена разработкой игры, хотя и не без трудностей — например, в старом офисе в Киеве была хорошо оборудованная студия для захвата движения, которую при переезде в Прагу пришлось оставить. Сергей Григорович заявлял в интервью Wired, что на фоне вторжения разрабатываемая игра стала для студии ещё более значимой, чем прежде, — «национальным продуктом», свидетельством того, что у Украины есть свое культурное наследие, что-то, что можно с гордостью показать всему миру. Выход игры в очередной раз был перенесён — на 2023 год.
Весной 2023 года в Интернете появились утечки материалов, посвящённых разработке игры, а в конце мая 2023 года в открытом доступе оказалась играбельная сборка S.T.A.L.K.E.R. 2.
24 августа 2023 года на выставке Xbox Gamescom 2023 разработчики предоставили новый геймплейный трейлер, получивший название «Bolts & Bullets». Вновь выход игры был перенесён на другую дату — первый квартал 2024 года. Пражская студия GSC Game World пострадала от пожара 7 сентября 2023 года — огонь удалось потушить, но один из трёх занятых разработчиками этажей выгорел и потребовал капитального ремонта; как сообщало чешское издание Vortex, могли сгореть серверы с резервными копиями данных.
16 января 2024 года стало известно, что дата релиза была перенесена на 5 сентября 2024 года. 25 июля 2024 года студия GSC Game World объявила об очередном переносе даты выхода игры на 20 ноября 2024 года. Это решение связано с желанием разработчиков уделить больше времени исправлению ошибок.
9 ноября 2024 года GSC Game World объявили о том, что разработка игры завершена и она ушла «на золото». Евгений Григорович сравнил создание и задержку S.T.A.L.K.E.R. 2 с пробежкой нескольких марафонов, усталость от которых может привести к смерти. Рабочий процесс был интенсивным в течение многих месяцев до релиза, сотрудники испытывали большой стресс и находились в подавленном состоянии. Даже располагая дополнительным сроком на полировку игры, им не хватало времени, чтобы всё исправить. Поэтому с приближением конца 2024 года и ключевого периода продаж было принято решение продолжить деятельность и выпустить S.T.A.L.K.E.R. 2 «в наилучшем возможном состоянии». По словам руководителя, единственный способ добиться этого в тяжёлых условиях войны — разделить команду и заставить её работать в двух офисах в разных странах. Мария Григорович добавила, что если бы разработчики остались в Киеве, они всё равно бы издали игру в том или ином виде.

### Поддержка после релиза
Сразу после релиза игроки столкнулись с техническими проблемами и неправильной работой системы A-Life 2.0. Разработчики прокомментировали ситуацию, заявив что ранее не выпускали игр такого масштаба, но обещали прислушиваться к отзывам и выпускать обновления, которые исправят некоторые баги и вылеты, а также игровой баланс. На будущее компания запланировала работу над системой A-Life и мёртвыми зонами аналоговых стиков.
29 ноября 2024 года появилось первое масштабное исправление для Windows, а уже на следующий день вышло второе обновление, устранявшее очередные препятствия с прохождением. Евгений Григорович объяснил, что проблемы с A-Life 2.0 были связаны с уменьшением её радиуса действия в целях оптимизации, так как иначе потребовалось бы значительно больше ресурсов памяти. GSC обязалась перед игроками улучшить работу системы, выглядевшей сломанной и недееспособной.
3 декабря 2024 года было выпущено третье обновление, исправившее ряд ошибок и вылетов.
19 декабря 2024 года было выпущено четвёртое обновление, среди главных особенностей — первые изменения системы A-Life 2.0, а также более 1800 исправлений ошибок и вылетов. Григорович заявил о поддержке версий только для ПК и Xbox Series X/S и отказался комментировать вопрос насчёт PlayStation 5 Pro.
13 февраля 2025 года вышло пятое обновление, где исправлены ошибки NPC под управлением A-Life, фонарик теперь отбрасывает тени на объекты, улучшена производительность, а также более 1700 исправлений ошибок и вылетов.
18 марта 2025 года появилось шестое обновление, где исправлены ошибки неигровых персонажей, системы A-Life, сюжета, локации и звука.
14 апреля 2025 года разработчики представили дорожную карту на второй квартал, где ожидается поддержка пользовательских модификаций с сайтов Steam и mod.io, возможность подбирать добычу с мутантов, улучшения ИИ и A-Life, два новых оружия, поддержка ультрашироких мониторов, дальнейшие улучшения оптимизации, стабилизации и исправления ошибок.
15 мая 2025 года вышло седьмое обновление, где были улучшены боевая система, A-Life, искусственный интеллект NPC и мутантов, а также исправлено множество ошибок.
25 июня 2025 года вышло восьмое обновление, где была добавлена возможность забирать добычу с мутантов, система частичной перезарядки, улучшение A-Life, а также поддержка модификаций с редактором Zone Kit. 
9 июля 2025 года была анонсирована версия игры для PlayStation 5, которая будет использовать функции контроллера DualSense, такие как тактильная отдача и адаптивные триггеры. Также готовятся дополнительные технические улучшения для PlayStation 5 Pro.

## Восприятие

### До выхода
C момента анонса и выхода первой игры серии S.T.A.L.K.E.R., вокруг франшизы образовалось постоянное сообщество фанатов, при этом в определённых кругах серия стала культовой. По мнению сотрудников журнала «Игромания», даже «если разработчики решатся на радикальные изменения геймплея и окружения, в игре в любом случае останутся отдельные узнаваемые мелочи», подчёркивающие принадлежность к серии. Кроме того, проект «станет гораздо более украинским» по духу, антуражу и сюжетному наполнению. С другой стороны, высказывалось сомнение, что «продолжение сможет подарить хотя бы половину тех эмоций», которые были в «Тени Чернобыля»; слишком высокие ожидания грозили испортить удовольствие многим игрокам, как было в случае с Duke Nukem Forever. Также звучали опасения по поводу отсутствия востребованности у широкой аудитории к моменту выхода, кроме как у «ностальгирующих фанатов», возможного соперничества с 4A Games, которая в случае успешной работы с открытым миром могла превзойти S.T.A.L.K.E.R. 2 как технически, так по геймдизайну. Дмитрий Глуховский заявил, что исключает какую-либо конкуренцию с вселенной «Метро 2033», в частности с Metro Exodus.
Первый трейлер S.T.A.L.K.E.R. 2 оказался самым популярным на презентации Xbox Games Showcase 2020 по количеству просмотров, обогнав видеоролики всех игр, в том числе Halo Infinite. В марте 2022 года на ежегодной премии LUDI Awards, организованной российскими сайтами «Канобу» и «Игромания», игра заняла 1-е место в категории «Самая ожидаемая игра».

### Рецензии
| Сводный рейтинг       | Сводный рейтинг          |
| Агрегатор             | Оценка                   |
| --------------------- | ------------------------ |
| Metacritic            | (PC) 73/100 (XSX) 74/100 |
| OpenCritic            | 74/100 (62%)             |
| «Критиканство»        | 63/100                   |
| Иноязычные издания    |                          |
| Издание               | Оценка                   |
| 4Players              | 5/10                     |
| Edge                  | 8/10                     |
| Eurogamer             | [ 93 ]                   |
| GameSpot              | 7/10                     |
| GamesRadar+           | [ 94 ]                   |
| GameStar              | 57/100                   |
| Hardcore Gamer        | 5/5                      |
| IGN                   | 8/10                     |
| Jeuxvideo.com         | 14/20                    |
| PCGamesN              | 8/10                     |
| PC Gamer (UK)         | 83/100                   |
| Shacknews             | 8/10                     |
| The Games Machine     | 9/10                     |
| The Guardian          | [ 103 ]                  |
| VG247                 | [ 104 ]                  |
| VideoGamer            | 8/10                     |
| Video Games Chronicle | [ 106 ]                  |
| Русскоязычные издания |                          |
| Издание               | Оценка                   |
| 3DNews                | 6/10                     |
| GoHa.Ru               | «Хорошо»                 |
| PlayGround.ru         | 7/10                     |
| StopGame.ru           | «Похвально»              |

По данным агрегатора рецензий Metacritic, игра получила «смешанные или средние отзывы» критиков для ПК-версии, в то время как версия для Xbox Series X/S получила «в целом положительные» отзывы. В основном пресса похвалила мрачную атмосферу и динамичные перестрелки, критике же подверглась техническая часть. Евгений Григорович признался, что ожидал гораздо худшего рейтинга пользовательских обзоров в Steam, которые 6 декабря 2024 года достигли 84 %; учитывая обстоятельства, руководство компании заявило о желании увидеть более высокие показатели — 90 %, хотя понимало, что игра вышла с большим количеством ошибок и требовала улучшения. DSOGaming включил S.T.A.L.K.E.R. 2 в список игр с худшей оптимизацией 2024 года, потому что ни одно из вышедших тогда обновлений не улучшило производительность и не исправило задержки при прохождении.
Журналист GameSpot отметил, что это удивительно, что игра вообще существует, несмотря на все невзгоды, свалившиеся на разработчиков. Среди достоинств игры он отметил влияющие на мир игры выборы, перестрелки с НПС, квесты и атмосферу. Из недостатков он выделил сражения с мутантами, плохо проработанные геймплейные механики, такие как голод и сон, дорогой ремонт снаряжения, а также оптимизацию, критиковать которую, по его мнению, трудно, так как выход игры — уже чудо.
В обзоре на сайте Video Games Chronicle игра оценена на 2 звезды из 5, в заключении написано: «S.T.A.L.K.E.R. 2 может стать отличной игрой спустя несколько лет, но то что представлено на релизе — технический беспорядок, не использующий свои лучшие идеи. Увлекательные побочные задания и потрясающий сеттинг делают своё дело, но на релизе это не то приключение, в которое мы бы порекомендовали ввязаться».
GamesRadar+ в своём обзоре поставил игре 3 звезды из 5, описав игру так: «для поклонников хардкорных шутеров или суровых постапокалиптических игр S.T.A.L.K.E.R. 2: Heart of Chornobyl действительно бесподобен. К сожалению, из-за множества багов это лучшая игра, в которую вам не стоит играть прямо сейчас. Дайте ей немного времени, и это будет одна из лучших игр на выживание, в которые вы когда-либо играли, но до тех пор решиться на это могут только самые преданные поклонники серии».
Hardcore Gamer поставил игре высшую оценку, резюмировав: «S.T.A.L.K.E.R. 2 — это просто чудо. Разработанный украинской студией GSC Game World в течение 7 лет в условиях пандемии и войны, это плод любви и лучший сиквел, на который можно было надеяться. В то время как многие долгоиграющие франшизы отошли от своих корней в попытке (часто ошибочной) привлечь как можно больше игроков, S.T.A.L.K.E.R. 2 прекрасно знает свою целевую аудиторию и предлагает ей именно то, на что она надеялась».
Редакция PlayGround.ru описала игру так: «S.T.A.L.K.E.R. 2: Heart of Chornobyl нельзя назвать плохой игрой, но и выдающейся тоже не получится. Этот проект получился крепким середняком с огромным атмосферным миром и детализированной (местами) графикой, но с крайне унылой стрельбой, глупым интеллектом противников и отсутствующей системой случайных событий». Также редакция отметила многочисленные баги и указала на частый фансервис — большое число отсылок к значимым персонажам и событиям серии: разработчики смогли «вернуть 2007 год».
Meduza назвала S.T.A.L.K.E.R. 2 уникальной игрой, поскольку «таких больше не делают», огромным достижением для всей украинской игровой индустрии и проектом невероятных масштабов. По мнению сайта, GSC Game World всегда разрабатывала симуляторы выживания. Фанаты получили то, что хотели — мрачную, жестокую и неприветливую к новичкам игру. Выделяются неторопливость, намеренный и показной реализм, проблемы со скрытным прохождением и системой A-Life 2.0. Предсказуемость мира мешает полноценному погружению, присутствуют визуальные ошибки и недоработки, а также звуковые дефекты. В остальном можно характеризовать фразой из мини-сериала «Чернобыль»: «Не очень хорошо, но и не ужасно». С одной стороны, разработчики уделили очень много внимания детальной проработке окружения, знакомым локациям и постарались сделать Зону отчуждения не «набором штампованных полей». С другой, анимация могла быть лучше, а модели персонажей — разнообразнее. В итоге Heart of Chornobyl «вряд ли понравится поклонникам современных динамичных шутеров, и уж точно не подойдёт тем, кто надеется найти здесь лёгкое и незамысловатое приключение».

### Продажи
22 ноября 2024 года разработчики сообщили, что продажи игры достигли миллиона копий. 18 декабря 2024 года инвестор GSC Game Максим Криппа сказал в интервью Forbes, что S.T.A.L.K.E.R. 2 окупил инвестиции и вышел в прибыль, но конкретных цифр не назвал. По его словам, в игру были вложены десятки миллионов долларов. 4 марта 2025 года GSC Game World рассказала, что количество игроков превысило 6 миллионов человек.

### Награды
| Год  | Церемония    | Категория                        | Результат | Прим.   |
| ---- | ------------ | -------------------------------- | --------- | ------- |
| 2024 | Steam Awards | Игра года                        | Номинация | [ 119 ] |
| 2024 | Steam Awards | Самый инновационный геймплей     | Номинация | [ 119 ] |
| 2024 | Steam Awards | Лучшая игра с выдающимся сюжетом | Номинация | [ 119 ] |

### Предполагавшийся запрет на территории РФ
Незадолго до выхода игры заместитель председателя комитета Государственной Думы по информационной политике, информационным технологиям и связи Антон Горелкин заявил, что S.T.A.L.K.E.R. 2: Heart of Chornobyl могут запретить в России, и тогда тех, кто распространяет игру, ожидает привлечение к уголовной ответственности. По его словам, S.T.A.L.K.E.R. 2 имеет все шансы быть запрещённым в РФ, и не только из-за факта, что GSC Game World активно поддерживает ВСУ:
Не исключаю, что, если после её выхода в игровом контенте обнаружится противоправная информация (экстремизм, оправдание терроризма, разжигание межнациональной розни и т. д.), будут приняты самые суровые меры.
Согласно действующему российскому законодательству, при покупке запрещённого продукта усматриваются признаки государственной измены (статья 275 УК РФ), если разработчики официально объявили о финансовой поддержке ВСУ средствами от продажи игры. Кроме того, за приобретение противоправного контента гражданам могут грозить статьи 205.1 УК РФ — содействие террористической деятельности и 282.3 — финансирование экстремистской деятельности. 19 ноября 2024 года Роскомнадзор сообщил, что решений судов и уполномоченных органов, на основании которых ведомство ограничивает доступ к запрещённой информации, не поступало.
Леонид Слуцкий на пресс-конференции 20 ноября 2024 года выступил со следующим комментарием: «Уверен, соответствующие наши службы проведут всестороннюю оценку и решат, стоит ли давать игре распространение в России. Тех, кто планирует скачивать пиратскую версию игры, призываю повременить. Что вам на гаджет установится вместе с игрой, возможно, знают только в ГУР Украины. В первую очередь нужно подумать о своей безопасности, чтобы не попасть под влияние укронацистов».
После выхода игры Антон Горелкин заявил, что пока не было найдено никаких оснований для запрета S.T.A.L.K.E.R. 2. В игре обнаружили песню Кристины Соловий, в которой пелось о том, «какой мир царил бы на свете, если бы не существовало россиян», что вызвало возмущение среди российских игроков. Впоследствии эту песню вырезали, на территории России игра запрещена так и не была.